# Критские иероглифы
Критское иероглифическое письмо — условное наименование одной из разновидностей эгейского письма, существовавшей на Крите в эпоху минойской цивилизации.

## Характер
Название «иероглифы» является условным и основано на рисуночном характере знаков. Фактически письмо было смешанным: часть знаков были открыто-слоговыми, часть — идеографическими. Хотя дешифровка иероглифов далека от завершения, о характере письменности можно судить с уверенностью благодаря тому, что некоторые имена и лексемы повторяются в более поздних надписях Линейным письмом А и Линейным письмом Б.

## Возникновение
Происхождение критских иероглифов, по-видимому, оригинально, однако сам принцип письма мог сложиться под влиянием египетской иероглифики, поскольку древний Крит имел теснейшие контакты с Египтом и был его союзником в борьбе против государств Месопотамии.

## Распространение
Практически все известные надписи (в основном на резных печатях) найдены на Крите. При этом, в отличие от более позднего Линейного письма А, все иероглифические надписи найдены к востоку от условной линии Кносс-Фест, тогда как к западу от этой границы до начала XXI в. не было найдено ни одного иероглифического памятника (к настоящему времени найдена единственная печать). Данный факт частично согласуется с пассажем из Гомера, согласно которому, помимо критян, из коренных народов на острове обитали также кидоны (в западной части острова).
Несколько печатей со знаками, отдалённо напоминающими критские иероглифы, найдены на Кипре, однако данные знаки, даже если считать их письмом, были скорее импортом или подражанием, чем местной письменной традицией: между этими печатями и появлением кипро-минойского письма существует большой хронологический разрыв, тогда как на Крите письменная традиция была непрерывной вплоть до позднего бронзового века.

## Графическая эволюция

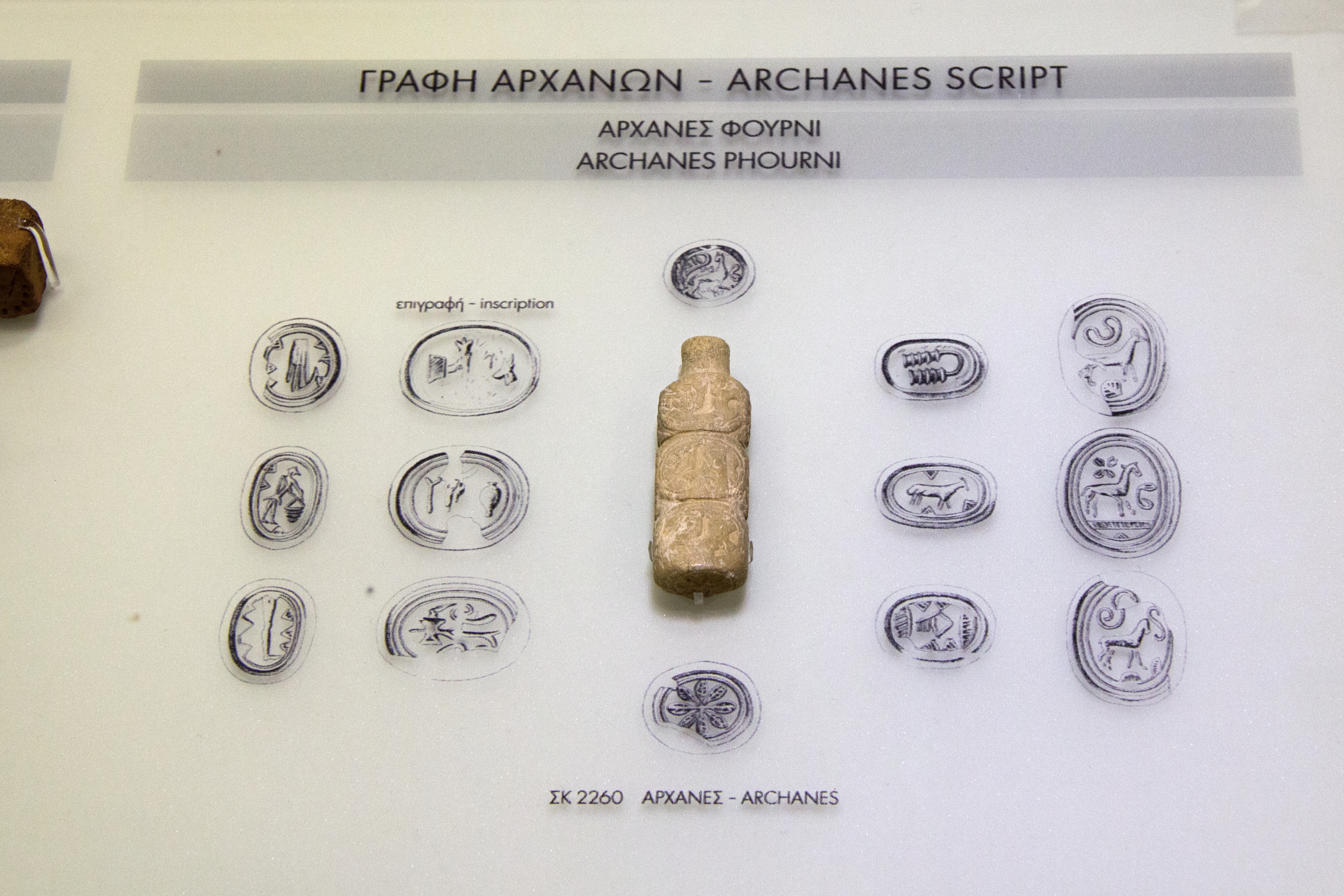
«Арханесское письмо» — наиболее ранняя разновидность иероглифов.

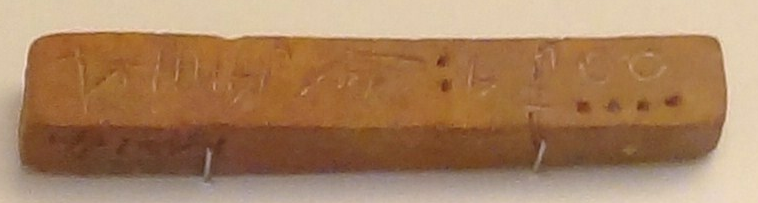
Критские иероглифы на глиняном бруске
(1900–1600 года до н. э.).

Письмо возникло около XX веке до н. э. (финальный преддворцовый период). Наиболее ранняя разновидность, неизвестная первооткрывателю письма Артуру Эвансу, получила название «арханесское письмо» (по археологическому памятнику Арханес близ Кносса); эти знаки имели чисто рисуночный характер, порядок расположения знаков на печатях не всегда был линейным (иногда знаки образовывали деморативную комбинацию, подобно египетским иероглифам или современному корейскому письму). Руланд Декорте составил полный свод знаков арханесского письма и сопоставил их с иероглифами.
В раннедворцовом периоде появляется «иероглифическое письмо А», которое широко используется на печатях. Одним из заметных визуальных отличий от арханесского письма стало то, что вместо изображения животных целиком стали изображаться только их головы; упростилось начертание и ряда других знаков.
Позднее параллельно с иероглифами А возникает «иероглифическое письмо Б», которое используется на хозяйственных глиняных табличках — его знаки имеют усечённый характер.
Около 1800 года до н. э. «иероглифическое письмо Б» на юге острова сменяет Линейное письмо А, тогда как на севере и востоке некоторое время продолжают использоваться иероглифы. Иероглифы какое-то время сосуществуют с Линейным А, однако, в отличие от последнего, не распространяются за пределы острова (например, на Киклады), и вскоре исчезают. Постепенно Линейное письмо А распространяется по всему острову (в отличие от иероглифов, распространённых только в центральной и восточной частях) и даже за пределами Крита.
Хотя практически все исследователи эгейских письменностей, начиная с Артура Эванса, согласны с тем, что иероглифы в дальнейшем эволюционировали в Линейное письмо А, а через его посредство являются предками и остальных эгейских письменностей, подробных исследований по графической эволюции знаков было немного; большая часть исследований ограничивалась фрагментарными сравнениями знаков с наиболее очевидной степенью сходства. Первым анализ графической эволюции знаков опубликовал в 1950 году Бенито Гайя Нуньо (Испания). В конце 1990-х годов корпус иероглифических надписей с попыткой чтения опубликовал в Интернете Джон Янгер, а в начале 2000-х годов ряд коротких публикаций об отождествлении отдельных иероглифов опубликовал (также в Интернете) Андраш Зеке в «Блоге минойского языка».
Согласно альтернативной гипотезе Франческо Сольдани, иероглифические прототипы лежали в основе всех «линейных» письменностей, то есть не только Линейного А, но также и более поздних — таких, как Линейное письмо Б, кипро-минойское письмо, так как в ряде случаев формы знаков поздних линейных письменностей проще вывести из иероглифических прототипов, чем из ранних линейных письменностей.

## Состояние вопроса

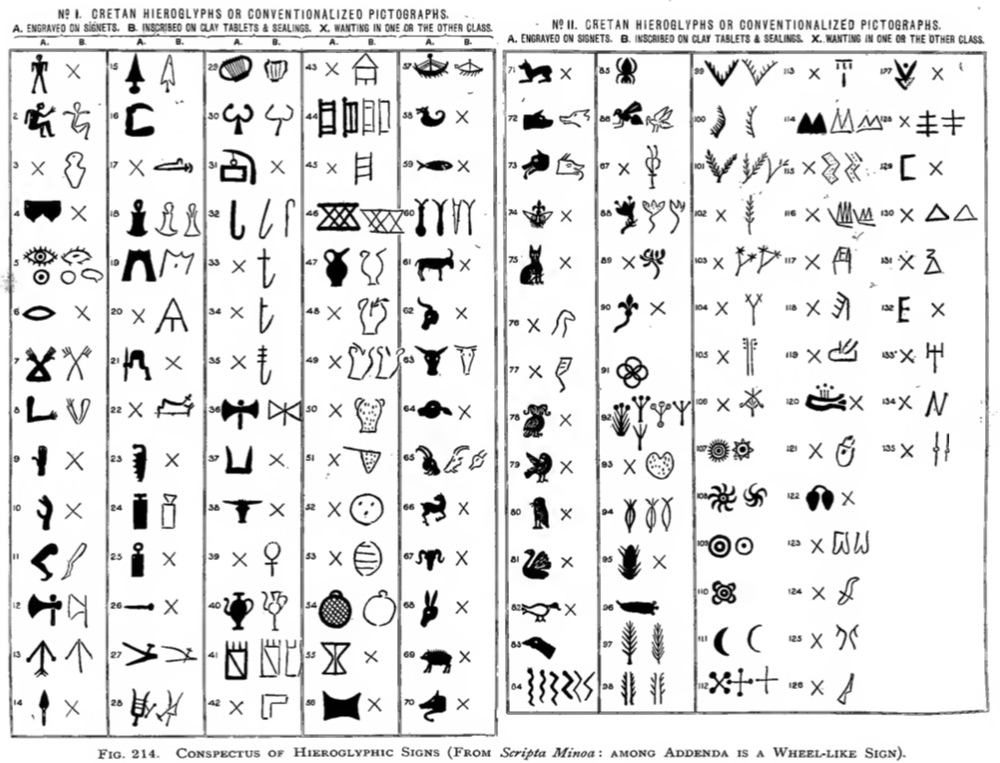
Сравнительная таблица ранних и поздних иероглифов из труда А. Эванса «Дворец Миноса» (1921). В настоящее время таблица расширена и уточнена. Иероглифы, изображающие животных в полный рост, встречаются только в ранних надписях «арханесского типа», в более поздних вместо них используются головы животных.

В 1952 году, ещё до того, как дешифровка Майклом Вентрисом Линейного письма Б стала общепринятой, Бенито Гайя Нуньо предложил для большинства иероглифов соответствия среди линейных письменностей и реконструировал эволюцию формы знаков; с некоторыми оговорками его реконструкции не противоречат позднейшим работам. По этой причине, хотя язык «иероглифов» до сих пор неизвестен, можно предположить приблизительные фонетические или идеографические значения нескольких десятков знаков, с опорой на значения их аналогов в Линейном письме Б и на параллели ряда лексем (личные имена).
Относительно недавно в 2013 году Франческо Сольдани предложил новую гипотезу графической эволюции иероглифов в линейные письменности, лишь частично совпадающую со взглядами Гайя Нуньо.

## Язык надписей
Структурный текстологический анализ некоторых надписей критскими иероглифами позволил идентифицировать некоторые формулы («Х, сын царя Y»). Блоки ro-we и sa-ze-ro, идентифицированные А. Молчановым как личные имена, имеют аналоги в надписях Линейным письмом Б (ro-wo и sa-ze-ro соответственно).
Формула пожертвования a-sa-sa-ra-ne имеет аналог в Линейном письме А: (j)a-sa-sa-ra-me. Известны также слова «всё» (na??-ru) и «должен» (ki-ro), которым соответствуют слова ku-ro и ki-ro в Линейном письме А.

## Исследователи
Ранний период (до дешифровки Линейного Б):
- Артур Эванс
- Бенито Гайя Нуньо
- Фернан Шапутье

После дешифровки Линейного Б:
- Уильям Брайс
- Луи Годар
- Виктор Кенна
- Жан-Пьер Оливье
- Аркадий Молчанов
- Анна Саккони

Современные:
- Маурисио Дель Фрео
- Артемис Карнава
- Руланд Декорте
- Гарет Оуэнс
- Франческо Сольдани
- Джулио Мауро Факкетти
- Матильде Чивитилло
- Ильзе Шёп
- Джон Янгер
- Анна Маргерита Ясинк